# Робін Гівенс
Робін Гівенс (англ. Robin Givens; нар. 27 листопада 1964) — американська акторка. З 1986 року і протягом п'яти років виконувала роль Дарлін Мерріман у ситкомі ABC «Староста класу». Її неспокійний шлюб з боксером Майком Тайсоном у 1988 році привернув значну увагу ЗМІ, як і їхнє різке розлучення. Пізніше кілька років була прессекретарем Національної гарячої лінії з питань домашнього насильства.
Продовжила акторську кар'єру, знявшись у фільмах і на телебаченні, як-от «Жінки маєтку Брюстер» (1989) і «Бумеранг» (1992). 1996 року знялася в ситкомі «Спаркс», який транслювався протягом двох сезонів на UPN. У січні 2000 року була ведучою синдикованого ток-шоу «Прости або забудь». 2007 року вийшла її автобіографія «Grace Will Lead Me Home». Відтоді виконувала повторювані ролі в «Грі», «Дім родини Пейн», «Чаку», «Рівердейлі» і його спін-офі «Кеті Кін», а також була частиною основного акторського складу «Бетвумен».

## Ранні роки
Мама ростила Робін та її сестру Стефані в Маунт-Верноні та Нью-Рошелі, Нью-Йорк. Гівенс вихована католичкою. У підлітковому віці підробляла моделлю та знімалася. Її фото з'являлися в таких журналах, як «Seventeen» і «Mademoiselle». В кіно дебютувала у 14 років у фільмі «Віз» (1978) як гостя на вечірці тітки Емми.
Закінчила Академію Нью-Рошель (приватну школу, яка закрилася у червні 1987 року). У 15 років вступила до коледжу Сари Лоуренс на медичну спеціальність, ставши однією з наймолодших учениць. Під час навчання знімалася в денних драмах. 1984 року закінчила коледж. Гівенс стверджувала, що кинула Гарвардську медичну школу, щоб зосередитися на своїй акторській кар'єрі, але в канцелярії заявили, що вона ніколи не подала заявку на вступ.

## Кар'єра

### 1980–1990-ті роки
1985 року пройшла прослуховування для участі у «Шоу Косбі», у якому Білл Косбі став її наставником. Він переконав її кинути навчання і пообіцяв, що якщо вона не досягне успіху через два роки, він поверне її в медичну школу та заплатить за навчання. Незабаром Гівенс з'явилася в «Різних ходах» і телевізійному фільмі 1986 року «Мадам з Беверді-Хіллз» разом з Фей Данавей. Того ж року зіграла проривну роль багатої дівчини Дарлін Мерріман у ситкомі ABC «Староста класу». Серіал тривав п'ять сезонів, до 1991 року. 1989 року зіграла у фільмі «Жінки з маєтку Брюстер» з Опрою Вінфрі. Пізніше з'явилася в повнометражних фільмах «Лють у Гарлемі» (1991) і «Бумеранг» (1992).
1994 року знялася оголеною для журналу «Playboy». У той період Гівенс втратила голос, тому однією з причин знятися для журналу, було те, що вона могла написати власну статтю. У травні 1995 року Гівенс посіла 88 місце в списку «100 найсексуальніших зірок в історії кіно» журналу «Empire». 1996 року зіграла Клаудію в телевізійному фільмі «Обличчя» (також відомому як «Обличчя, за яке потрібно померти») з Ясмін Бліт. Того ж року знялася в ситкомі UPN «Спаркс», який закрили 1998 року. Зіграла Деніз у «Принці з Беверлі-Гіллз».

### 2000-ті роки–тепер
У січні 2000 року з'явилася в епізодично в кліпі Тоні Брекстон «He Wasn't Man Enough» в ролі дружини чоловіка-зрадника. Того ж року повернулася в індустрію розваг як ведуча ток-шоу «Прости або забудь», замінивши телевізійну ведучу Mother Love в середині другого сезону шоу. Після приходу Гівенс рейтинги спочатку зросли, але незабаром впали. Шоу скасували після цього ж сезону.
2006 року повернулася на телебачення в теленовелі MyNetworkTV «Святі та грішники», але через низькі рейтинги його незабаром скасували. Продовжувала зніматися у телевізійних фільмах, а також виступала у програмі Trinity Broadcasting Network «Praise the Lord» (12 липня 2007) і «Шоу Ларрі Кінга». У червні 2007 року випустила свою автобіографію «Grace Will Lead Me Home». Повернулася до повнометражних фільмів з роллю у драмі Тайлера Перрі «Сім'я мисливців» (2008). У неї також була повторювана роль, зображуючи вигадану версію себе в комедійній драмі CW «Гра». Крім того, зіграла постійну роль у шоу TBS «Дім родини Пейн» та гостьову роль у «Чорній мітці» телеканалу USA Network. Крім телевізійних і кіноролей, Гівенс грала на сцені. 2001 року з'явилася в оф-бродвейській постановці «Монологи вагіни». З лютого до 16 квітня 2006 року грала Роксі Гарт у бродвейській виставі «Чикаго». 2007 року гастролювала країною, виступаючи у «Люди, гроші та золотошукачі» I'm Ready Productions. Гівенс зіграв головну роль у п'єсі 2009 року «Молитва матері», де також зіграли Джонні Гілл, Ширлі Мердок і Джермейн Кроуфорд.
У мемуарах «Grace Will Lead Me Home». У книзі розмірковує про життя своєї бабусі, яка молиться, Грейс, про пережите домашнє насильство, про своє сильне бажання вижити, відчуття покинутості батьком і свою віру в Бога. 2011 року зіграла гостьову роль у трьох епізодах шпигунської комедії NBC «Чак». Того ж року зіграла Енджел, блюзову співачку, у виставі «Блюз для неба Алабами» в Pasadena Playhouse. 2015 року з'явилася разом з Кліфтоном Павелом, Мішоном Ретліффом і Малачі Маліком у сегменті «Mama's Boy» антологічного романтичного фільму жахів «Жаскі файли» TV One.
Кілька років була прессекретарем Національної гарячої лінії з питань домашнього насильства.
2017 року, як і кілька попередніх років, організувала Фестиваль чорного кіно в Сан-Дієго.
2021 року її взяли в третій сезон серіалу «Бетвумен» на роль Джади Джет, генеральної директора Jeturian Industries і біологічної матері Раяна Вайлдера.
2022 року з'явився у фільмі «Він не вартий того, щоб померти» від Lifetime як частини «Вирваних з заголовків», натхненних ворожнечею Рейчел Вейд і Сари Лудеманн. Вона зіграла Шер Гайнеманн, матір Грейс Гайнеманн, основаної на Лудеманн.

## Особисте життя
1987 року почала зустрічатися з боксером Майком Тайсоном. За словами Гівенс, Тайсон побив її перед їхнім весіллям 7 лютого 1988 року. Тайсон заявив, що «ці стосунки сильно травмували його». Статки Тайсона тоді оцінювалися в 50 мільйонів доларів. Пара не укладала шлюбного договору. У період перебування у шлюбі Гівенс придбала особняк вартістю 4,3 мільйона доларів у заможному передмісті Бернардсвіл, на гроші, зняті з рахунку Тайсона. Вони разом знялися в рекламі Diet Pepsi і на обкладинці журналу «Лайф».
Після викидня у червні 1988 року їхній шлюб почав розпадатися. Тайсон стверджував, що вагітність і викидень Гівенс були частиною обману, щоб пришвидшити їхнє одруження, зазначивши, що за весь час її вагітності, Гівенс так і не набрала ані фунта. У спільному інтерв'ю з Тайсоном у «20/20» у вересні 1988 року Гівенс сказала Барбарі Волтерс, що життя з ним було «катуванням, справжнім пеклом, гіршим за все, що я можу собі уявити» й описала його непостійний характер. У жовтні 1988 року Гівенс подала на розлучення, покликаючись на домашнє насильство. За словами її адвоката Марвін Мітчелсон: «Вона любить Майкла Тайсона, але насильство продовжується, і вона боїться за свою безпеку». Тайсон домагався анулювання шлюбу, звинувачуючи її в крадіжці мільйонів доларів і маніпулюванні думкою громадськості. У відповідь Гівенс подала позов про наклеп на 125 мільйонів доларів США. Їхнє розлучення завершилось в День святого Валентина 1989 року.
Після розриву з Тайсоном преса ставилася до Гівенс ворожо, особливо в спортивних й афроамериканських спільнотах. В заголовках її називали «найненависнішою жінкою в Америці», а її описували як «золотошукачку, який вийшла заміж за Тайсона виключно заради його мільйонів». Гівенс заперечила, що отримала від Тайсона компенсацію за розлучення у розмірі понад 10 мільйонів доларів, заявивши, що «не отримала жодної копійки».
Згідно з біографією 1989 року «Вогонь і страх: внутрішня історія Майка Тайсона», Тайсон зізнався, що вдарив Гівенс і «це був найкращий удар, який я коли-небудь завдавав за все своє життя». Пізніше він заявив, що книга містила «багато неточностей». 2009 року Тайсон пожартував про «шкарпетку» Гівенс на «Шоу Опри Вінфрі», що викликало сміх у залі. Пізніше Вінфрі вибачилася перед Гівенс.
1993 році усиновила першого сина Майкла «Бадді» Гівенса. 1997 року вийшла заміж за свого інструктора з тенісу Светозара Маринковича. Через кілька місяців подала на розлучення. 1999 року у неї народився біологічний син Вільям «Біллі» Єнсен від колишнього хлопця, тенісиста Мерфі Єнсена.
У січні 2004 року збила пішохода на своєму позашляховику, коли перетинала перехрестя у Маямі, штат Флорида. На Гівенс наклали штраф, але пізніше звинувачення були зняті. У червні 2004 року потерпіла сторона подала цивільний позов проти Гівенс на невизначену суму.
У статті журналу «Форбс» від 7 травня 2009 року повідомлялося, що Служба внутрішніх доходів подала до суду на Гівенс за несплачений федеральний податок на прибуток на загальну суму 292 000 доларів США, сума, яка складалася з відсотків і штрафів. Уряд звернувся до федерального суду Флориди з проханням винести вирок проти неї за 39 оцінками, що охоплюють період у вісім років.

## Фільмографія
| Рік       |    | Українська назва                        | Оригінальна назва                      | Роль                  |
| --------- | -- | --------------------------------------- | -------------------------------------- | --------------------- |
| 1978      | ф  | Оз                                      | The Wiz                                | гостя                 |
| 1985      | с  | Шоу Косбі                               | The Cosby Show                         | Сюзан                 |
| 1985      | с  | Дороговказне світло                     | Guiding Light                          | Даяна                 |
| 1986      | с  |                                         | Soul Train                             | у ролі себе           |
| 1986      | с  | Різні ходи                              | Diff'rent Strokes                      | Енн                   |
| 1986      | с  | Філіп Марлов: Приватний детектив        | Philip Marlowe, Private Eye            | Token Ware            |
| 1986—1991 | с  | Староста класу                          | Head of the Class                      | Дарлін Меррімен       |
| 1986      | тф | Мадам з Беверлі-Гіллз                   | Beverly Hills Madam                    | Ейпріл Бекстер        |
| 1988      | с  | Сонні Спун                              | Sonny Spoon                            | Альвіта               |
| 1989      | с  | Жінки маєтку Брюстер                    | The Women of Brewster Place            | Кісвана Браун         |
| 1989      | тф | Пентхаус                                | The Penthouse                          | Діна                  |
| 1991      | ф  | Лють у Гарлемі                          | A Rage in Harlem                       | Імабелль              |
| 1992      | с  | Вулиця ангелів                          | Angel Street                           | Аніта Кінг            |
| 1992      | ф  | Бумеранг                                | Boomerang                              | Жаклін Броєр          |
| 1993      | тф | Вулиця янголів                          | Angel Street                           | Аніта Кінг            |
| 1994      | ф  | Іноземний студент                       | Foreign Student                        | Ейпріл                |
| 1994      | ф  | Бланкмен                                | Blankman                               | Кімберлі Джонс        |
| 1995      | тф | Небезпечні наміри                       | Dangerous Intentions                   | Кає Феррар            |
| 1995      | с  | Я з хлопцями                            | Me and the Boys                        | Ніна                  |
| 1995      | с  | Принц із Беверлі-Гіллз                  | The Fresh Prince of Bel-Air            | Деніз                 |
| 1995      | с  | Суд                                     | Courthouse                             | Сюзан Грем            |
| 1996      | с  | В домі                                  | In the House                           | Алекс Петерсон        |
| 1996—1998 | с  | Спаркс                                  | Sparks                                 | Вілма Катберт         |
| 1996      | ф  | Обличчя                                 | A Face to Die For                      | Клаудія               |
| 1997      | с  | Мойша                                   | Moesha                                 | Ладонна               |
| 1998      | кф | Секрети                                 | Secrets                                |                       |
| 1999      | тф | Майкл Джордан: Американський герой      | Michael Jordan: An American Hero       | Хуаніта Веной         |
| 1999      | с  | Човен кохання: Наступна хвиля           | The Love Boat: The Next Wave           | Дана Чейс             |
| 1999      | с  | Косбі                                   | Cosby                                  | міс Мелоун            |
| 2000      | с  | Інтимний портрет                        | Intimate Portrait                      | у ролі себе           |
| 2000      | с  | Курячий бульон для душі                 | Chicken Soup for the Soul              | радниця               |
| 2000      | с  | Даг                                     | DAG                                    | Дженніфер             |
| 2000      | ф  |                                         | Everything's Jake                      | видавниця             |
| 2000      | тф | Нестримні                               | The Expendables                        | Ренді                 |
| 2001      | ф  | Еліта                                   | The Elite                              | Аш                    |
| 2001      | тф | Вихід з під контролю                    | Spinning Out of Control                | Ерін                  |
| 2002      | ф  | Книга любові                            | Book of Love                           | Ненсі                 |
| 2003      | ф  | Голова держави                          | Head of State                          | Кім                   |
| 2003      | ф  | Опівніч - час померати                  | A Good Night to Die                    | Дана                  |
| 2003      | ф  | Хроніки кохання                         | Love Chronicles                        | Моніфа Берлі          |
| 2003      | тф | Голлівудські дружини: Нове покоління    | Hollywood Wives: The New Generation    | Кіндра                |
| 2003      | с  | Керовані                                | Driven                                 | у ролі себе           |
| 2003—2004 | с  | Віч-на-віч                              | One on One                             | Шейла                 |
| 2005      | ф  | Поверніть сценарій                      | Flip The Script                        | Рейн Джонс            |
| 2005      | тф | Викрадені серця                         | Captive Hearts                         | Джейд Марло           |
| 2006      | ф  | Обмежувальний наказ                     | Restraining Order                      | Даян Макнейл          |
| 2007      | с  | Святі і грішники                        | Saints&Sinners                         | Келлі Мітчелл         |
| 2008      | ф  | Сімʼя мисливців                         | The Family That Preys                  | Еббі Декстер          |
| 2008      | с  | Гра                                     | The Game                               | у ролі себе           |
| 2008      | с  | Дім родини Пейн                         | Tyler Perry's House of Payne           | Таня                  |
| 2008      | с  | Чорна мітка                             | Burn Notice                            | Кенді                 |
| 2008      | с  | Усі ненавидять Кріса                    | Everybody Hates Chris                  | Стейсі                |
| 2009      | ф  | Бог послав мені чоловіка                | God Send Me a Man                      | Кім                   |
| 2009      | ф  | Пригоди маленького Геркулеса у 3D       | Little Hercules In 3-D                 | Дана                  |
| 2009      | кф | Звуки поезії                            | Sounds of Poetry                       | Елеонор               |
| 2009      | ф  |                                         | Preaching to the Pastor                | Леслі Вільямс         |
| 2010      | с  |                                         | My Parents, My Sister & Me             | Кіла Голбмен          |
| 2010      | с  | До смерті красива                       | Drop Dead Diva                         | Енн Сімпсон           |
| 2010      | с  | Нікіта                                  | Nikita                                 | Мері                  |
| 2010      | ф  | Вороги серед нас                        | Enemies Among Us                       | Глорія                |
| 2011      | ф  |                                         | Church Girl                            | Кет                   |
| 2011      | ф  | Одягни перстень                         | Should've Put a Ring on It             | Шеррі                 |
| 2011      | ф  | Дихай                                   | Breathe                                | Ненсі                 |
| 2011      | тф | Кохання, яке ти зберіг                  | The Love You Save                      | Алексіс               |
| 2011      | с  | Чак                                     | Chuck                                  | Джейн Бентлі          |
| 2011      | с  | Рід між рядків                          | Reed Between the Lines                 | Домінік               |
| 2012      | с  | RuPaul's Drag U                         | RuPaul's Drag U                        | у ролі себе           |
| 2012      | с  | Передмістя                              | Suburgatory                            | Тулса                 |
| 2012      | с  | У відставку у 35                        | Retired at 35                          | Келлер                |
| 2012      | ф  | Доля ангелів                            | Waiting for Angels                     | Дочка Джека           |
| 2013      | ф  | Весільні матеріали ДжеКаріоуса Джонсона | Je'Caryous Johnson's Marriage Material | Шона                  |
| 2013      | ф  |                                         | JK's House                             | Ембер Дженкінс        |
| 2013      | с  | 90210: Нове покоління                   | 90210                                  | Шеріл Гарвуд          |
| 2013      | с  |                                         | Twisted                                | Джуді                 |
| 2013      | с  | Перша сімʼя                             | The First Family                       | Мелані                |
| 2014      | ф  | Пори року                               | Four Seasons                           | гелен                 |
| 2014      | ф  | Несказані слова                         | Unspoken Words                         | місис Льюїс           |
| 2014      | ф  | На крилах ангела                        | On Angel's Wings                       | Ембер                 |
| 2015      | ф  | Страх у повітрі                         | Fear Files                             | Елейн Ченнінг         |
| 2015      | тф | Ідеальна пара                           | Perfect Match                          | весільний координатор |
| 2015      | тф | Різдво на памʼять                       | A Christmas to Remember                | Вероніка              |
| 2016      | ф  |                                         | Definitely Divorcing                   | Ейпріл                |
| 2016      | ф  | Ідеальний вибір                         | The Perfect Match                      | Женева                |
| 2016      | ф  | Бог не помер 2                          | God's Not Dead 2                       | директор Кінні        |
| 2016      | с  |                                         | Unsung Hollywood                       | у ролі себе           |
| 2016      | с  | Чоловік шукає жінку                     | Man Seeking Woman                      | Вікі Клаус            |
| 2016      | с  | Люцифер                                 | Lucifer                                | Лейла Сіммс           |
| 2017      | с  |                                         | About Him 2: The Revolution            | Алфені Гендерсон      |
| 2017      | с  |                                         | Malibu Dan the Family Man              | Джессіка              |
| 2017      | ф  | Мрії, яких у мене ніколи не було        | Dreams I Never Had                     | прокурор Ернандес     |
| 2017—2018 | с  | Якось у казці                           | Once Upon a Time                       | Юдора                 |
| 2017—2021 | с  | Рівердейл                               | Riverdale                              | Сієрра Маккой         |
| 2018      | с  | Зухвалі і красиві                       | The Bold and the Beautiful             | лікарка Філіпс        |
| 2018      | ф  |                                         | The Products of the American Ghetto    | Пенні                 |
| 2018      | ф  | Боже, блогослови цей тернистий шлях     | God Bless the Broken Road              | Каріна Вільямс        |
| 2018      | ф  | Головне почути                          | Never Heard                            | Шала Девіс            |
| 2019      | ф  | Стежка                                  | Gully                                  | Ірма                  |
| 2019      | с  | Правосуддя                              | The Fix                                | Джуліанна Джонсон     |
| 2019      | с  | Амбіції                                 | Ambitions                              | Стефані               |
| 2019—2022 | с  | Крок у перед                            | Step Up                                | Дана                  |
| 2020      | с  | Кеті Кін                                | Katy Keene                             | Сієрра Маккой         |
| 2020      | тф |                                         | The Sin Choice                         | Грейс Томпсон         |
| 2020      | тф | Любе Різдво                             | Dear Christmas                         | Пенні                 |
| 2021      | ф  | Святі та грішники: Судний день          | Saints & Sinners Judgment Day          | Вельгельміна Паркер   |
| 2021      | с  | Староста класу                          | Head of the Class                      | Даарлвн Меррімен      |
| 2021—2022 | с  | Бетвумен                                | Batwoman                               | Джада Джет            |
| 2022      | с  | Королеви                                | Queens                                 | Робін                 |
| 2022      | ф  | Волдо                                   | Last Looks                             | Фонтелла Девіс        |
| 2022      | ф  | Кімі                                    | Kimi                                   | мама Анджели          |
| 2022      | тф | Він не вартує твоєї смерті              | He's Not Worth Dying For               | Шер                   |
| 2022      | тф | Різдвяна пісня нової діви               | A New Diva's Christmas Carol           | Сара                  |
| 2023      | ф  | Проєкт «Нана»                           | The Nana Project                       | режисерка             |
| 2023      | тф | Різдвяний порятунок                     | Christmas Rescue                       | мама Роуз             |
| 2024      | с  | Отже, допоможи мені, Тодде              | So Help Me Todd                        | режисерка             |

## Визнання
| Рік  | Нагорода               | Результат | Категорія                                   | Фільм                                |
| ---- | ---------------------- | --------- | ------------------------------------------- | ------------------------------------ |
| 1991 | Конвенція ShoWest, США | Перемога  | Зірка майбутнього                           |                                      |
| 2004 | Black Reel Awards      | Номінація | Телебачення: Найкраща акторка другого плану | Голлівудські дружини: Нове покоління |

## Книги
- Givens, Robin (7 червня 2007). Grace Will Lead Me Home. New York: Miramax. ISBN 978-1-4013-5246-2.